# بانجونج باندارايا
بانجونج باندارايا هي قاعة مسرح تاريخية تقع عبر ساحة ميرديكا في كوالالمبور، ماليزيا، عند تقاطع جالان تون بيراك وجالان راجا. بدأ البناء في عام 1896 وتم الانتهاء منه بالكامل في عام 1904.
كان المسرح سابقًا يقع في قاعة المدينة القديمة التاريخية في كوالالمبور، وتم تصميم المسرح ومبنى قاعة المدينة القديم من قبل المهندس المعماري للحكومة الاستعمارية آرثر بينيسون هوباك، الذي كان مسؤولاً أيضًا عن تصميم محطة سكة حديد كوالالمبور ومسجد جامك وغيرها من الهياكل الاستعمارية في جميع أنحاء وادي كلانج. تم بناؤه لإنتاج المسرحيات والمسرحيات الموسيقية. يمكن الوصول إليه سيراً على الأقدام شمال غرب محطة مسجد جامك.

## صفته التراثية
تم إعلان بانجونج بانداريا كمبنى تراثي بموجب قانون الآثار، وتم الحفاظ على واجهته المغربية. أدى حريق كبير في عام 1992 إلى تدمير الجزء الداخلي بالكامل للمسرح، لكن مصممي قاعة المدينة أعادوا ترميمه بعد فترة وجيزة، وتضمنت عملية التجديد التي أجريت تعديلات كبيرة على المفروشات ونظام الصوت والتي تم تحديثها.